# Interféromètre de Michelson

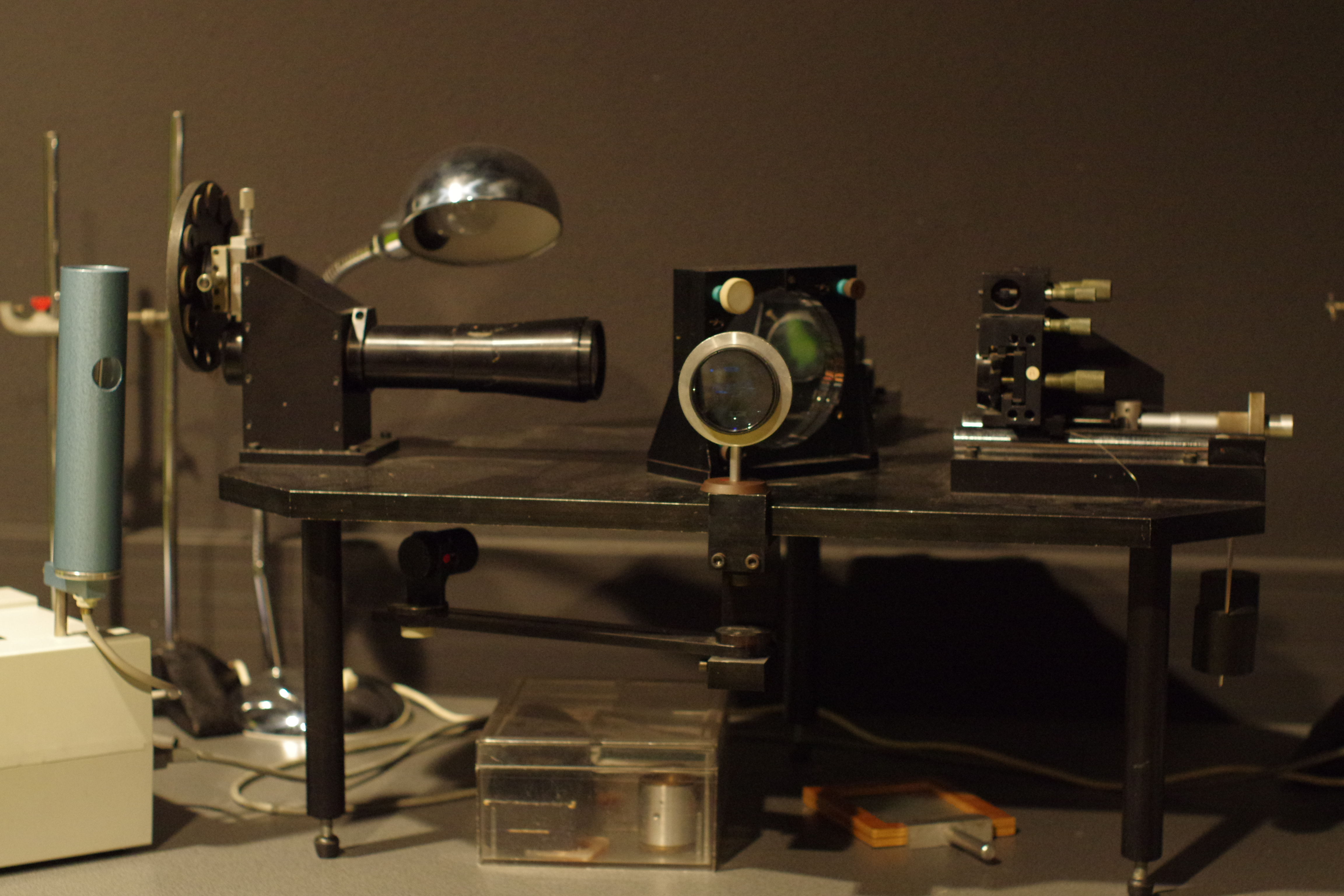
Exemple d'interféromètre de Michelson présent dans les laboratoires de l'Institut d'Optique.

L'interféromètre de Michelson (parfois appelé simplement «Michelson» par métonymie) est un dispositif optique inventé par Albert Abraham Michelson et Edward Morley qui produit des interférences par division d'amplitude (mais aussi par division du front d'onde dans le cas d'une source ponctuelle). Il est constitué essentiellement de deux miroirs et d'une lame semi-réfléchissante. Les deux configurations possibles d'utilisation sont la configuration en lame d'air et celle en coin d'air.

## Présentation

### La théorie
L'interféromètre de Michelson est constitué de deux miroirs {\displaystyle M_{1}} et {\displaystyle M_{2}} et d'une lame semi-réfléchissante appelée séparatrice. Il est possible de régler l'orientation des différents éléments à l'aide de vis micrométriques. De plus, les miroirs peuvent être translatés : l'un d'entre eux dispose d'une vis micrométrique pour ajuster précisément l'écart {\displaystyle d} entre les miroirs.
Sur le schéma ci-contre, qui modélise un Michelson utilisé en lame d'air, la source de lumière envoie un rayon (d'intensité {\displaystyle I}) vers la lame séparatrice. Ce rayon est divisé en deux rayons (bleu et vert) d'intensité {\displaystyle I/2}. {\displaystyle M_{1}'} représente l'image du miroir {\displaystyle M_{1}} par la séparatrice, donc symétrique par rapport à celle-ci. La différence de longueur {\displaystyle d} des bras de l'interféromètre induit une différence de marche entre les deux rayons égale à {\displaystyle 2d}.
Dans le cas plus général, la différence de marche vaut {\displaystyle \delta =2d\cos i} où l'angle {\displaystyle i} est l'angle d'incidence des rayons par rapport à la normale aux miroirs.
En plus de la différence de marche, on introduit usuellement l'ordre d'interférence définit comme {\displaystyle p=\delta /\lambda } où {\displaystyle \lambda } est la longueur d'onde de la source (dans le cas d'une source monochromatique). Ce qui permet de manipuler une grandeur adimensionnée et de s'affranchir de la longueur d'onde {\displaystyle \lambda } pour nos raisonnements.
Lorsque {\displaystyle p=0}, on dit que l'on est au contact optique, c'est-à-dire que les deux chemins optiques sont égaux. Lorsque {\displaystyle p} est égale à un entier, l'interférence sera constructive : on aura une illumination maximale, lorsque {\displaystyle p} est égale à un entier plus {\displaystyle 1/2}, l'interférence résultante sera destructive : l'illumination sera nulle.

### En pratique

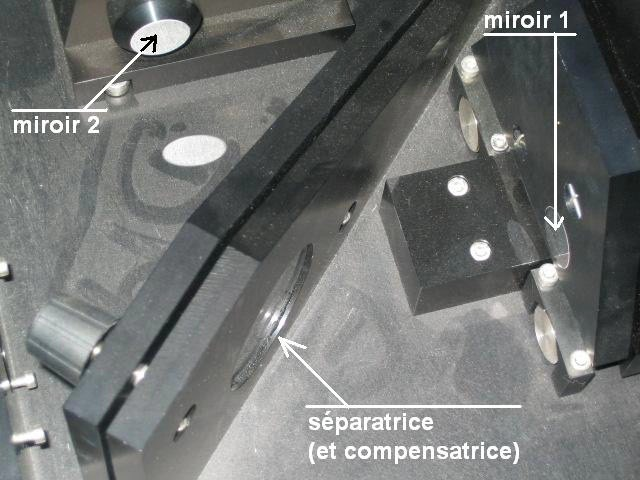
Vue de dessus d'un interféromètre de Michelson

Dans la pratique, la lame séparatrice possède une certaine épaisseur. Et la face semi-réfléchissante est la face du côté d'entrée de la lumière. Alors que le rayon vert ne la traverse qu'une fois, le rayon bleu la traverse trois fois. Cette traversée induit une différence de marche supplémentaire.
Pour corriger cela, on place sur le chemin du rayon violet et vert (c’est-à-dire légèrement en haut et à gauche de la séparatrice) une lame dite compensatrice qui doit être de même indice de réfraction et de même épaisseur que la séparatrice, parfaitement parallèle à celle-ci.
Ainsi, le rayon vert et le bleu auront traversé trois fois (ou quatre si le rayon initial traverse lui aussi la compensatrice) une lame de même épaisseur et de même indice de réfraction. Aucune différence supplémentaire n'est donc induite.
Un mauvais réglage de parallélisme entre la lame séparatrice et la lame compensatrice engendre des réflexions parasites, cela se traduit par une myriades d'images de la source le long d'un axe. 

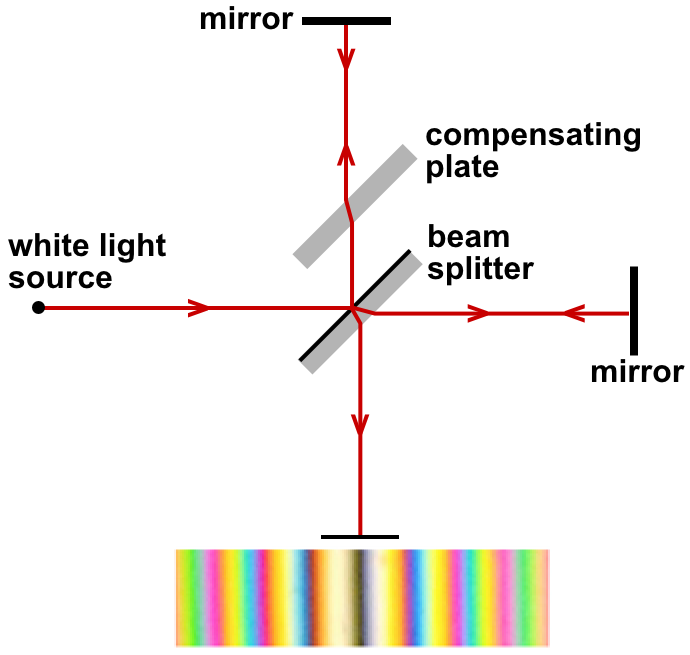
Schéma d’un interféromètre de Michelson utilisé en lumière blanche.

## Les configurations
On peut régler le Michelson de différentes manières :
- Si la lame séparatrice se trouve sur la bissectrice des deux droites qui portent {\displaystyle M_{1}} et {\displaystyle M_{2}}, c'est la configuration en lame d'air à faces parallèles, puisque {\displaystyle M_{1}'} (l'image de {\displaystyle M_{1}} par la séparatrice) et {\displaystyle M_{2}} sont alors portés par des plans parallèles.
- Si {\displaystyle M_{1}'} et {\displaystyle M_{2}} forment un angle {\displaystyle \alpha } non nul entre eux, on parle de configuration en coin d'air.

Notons que si la nécessité d'avoir {\displaystyle M_{1}} et  {\displaystyle M_{2}} perpendiculaires dans le montage en lame d'air se trouve à foison dans la littérature, elle n'en reste pas moins une idée reçue : cette précaution ne trouve sens que dans la mesure où l'on tient compte de considérations pratiques quant à la formation de l'image, qui pourrait en effet se trouver entravée par  {\displaystyle M_{1}} si l'angle que celui-ci faisait avec la séparatrice se trouvait être trop petit.

### Configuration en lame d'air
L'interféromètre de Michelson est en configuration lame d'air lorsque ses deux miroirs sont perpendiculaires. Il suffit d'agir sur la distance {\displaystyle d} représentée sur le schéma, comme cela est indiqué dans la partie précédente. En pratique, cela s'effectue souvent à l'aide d'une vis de chariotage. Nous nous pencherons ici sur les résultats obtenus lors d'une expérimentation avec cette configuration.
La figure d'interférence observable est celle qui est représentée sur le schéma de droite. On peut y observer un ensemble d'anneaux concentriques, successivement sombres et clairs. La figure est constituée d'anneaux d'égale inclinaison. On parle d'anneaux d'égale inclinaison car chaque anneau est paramètre par un angle d'inclinaison {\displaystyle i}.
On explique cette forme de franges à l'aide de l'expression de la différence de marche dans cette configuration: {\displaystyle \delta =2d\cos i} où {\displaystyle i} correspond à l'angle formé entre la normale au support de visualisation et la droite issue du milieu des deux sources secondaires. Une différence de marche constante (c'est-à-dire un état d’interférence constant) correspond donc à un angle {\displaystyle i} constant, d'où une figure d’interférence présentant des anneaux.
Cas particulier de l'observation, lors du contact optique, c'est-à-dire lorsque la distance {\displaystyle d} est réduite à zéro, on observe une figure d'interférence avec un contraste nul. On a donc une teinte unie. Cette mesure peut permettre de tester la planéité des miroirs utilisés. En effet, si un miroir présente un défaut (l'autre étant supposé parfait), on sera en mesure de dire que les défauts sont inférieurs à {\displaystyle \lambda /4}. En effet, si on ne vois pas de frange, la différence d'ordre d'interférence {\displaystyle \Delta p<1/2}.

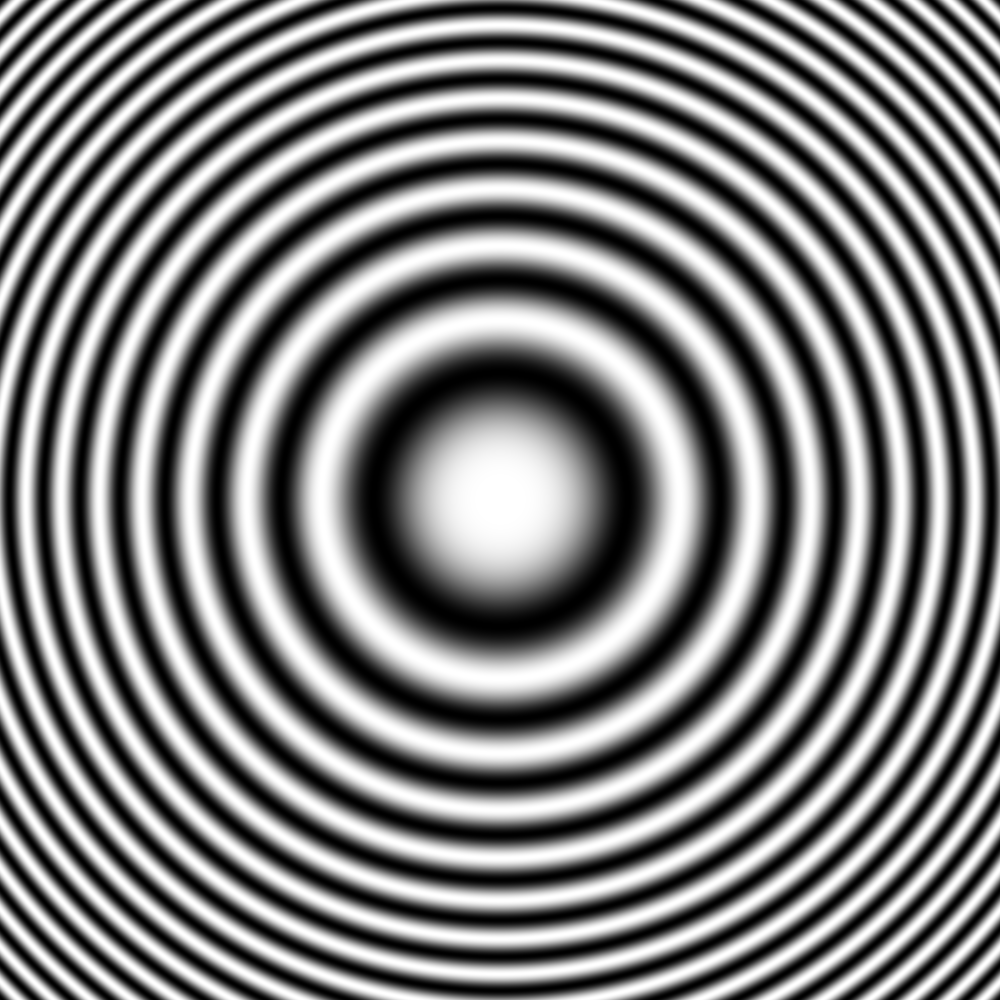
Figure d'interférence obtenue avec un interféromètre de Michelson en configuration lame d'air.
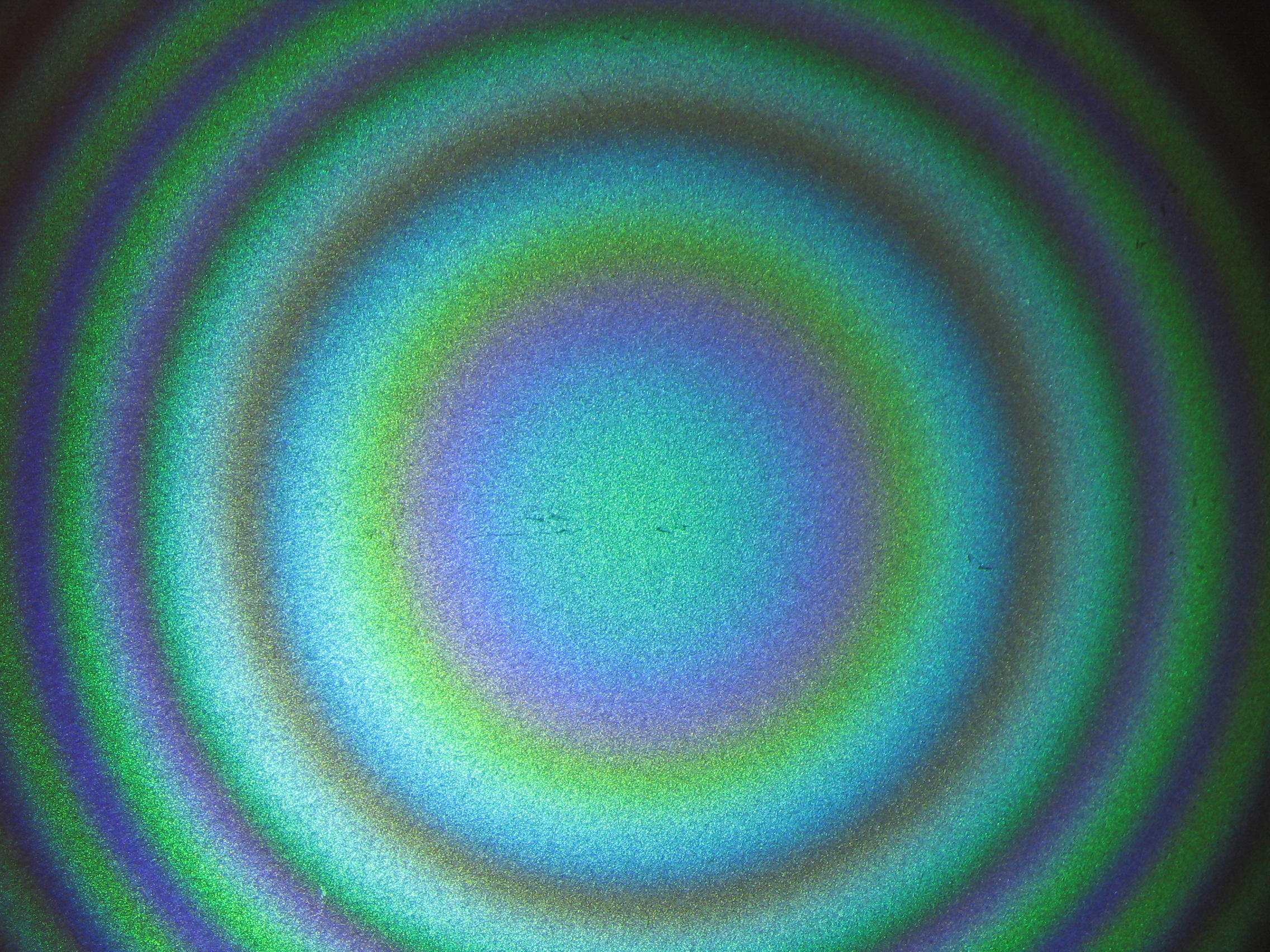
Figure d'interférence obtenue avec un interféromètre de Michelson en configuration lame d'air éclairé par une lampe à vapeur de mercure

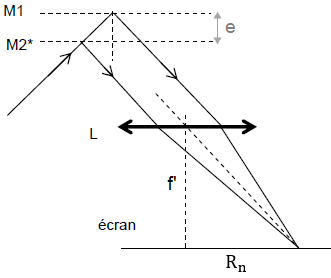
Schéma de la formation des anneaux du Michelson en lame d'air, avec lentille.

On peut déterminer le rayon théorique des anneaux :
on a {\displaystyle I=2A^{2}(1+\cos(\phi ))} . Donc les franges brillantes correspondent à  {\displaystyle \cos(\phi )=1}  c'est-à-dire {\displaystyle \phi =2k\pi }  ou encore  {\displaystyle \delta =k\lambda } , et les franges sombres à  {\displaystyle \cos(\phi )=-1}  c'est-à-dire   {\displaystyle \phi =(2k+1)\pi } ou encore  {\displaystyle \delta ={\frac {\lambda (2k+1)}{2}}} .
D'après l'expression de l'ordre d’interférence  {\displaystyle p={\frac {\delta }{\lambda }}={\frac {2e}{\lambda }}\left(1-{\frac {r^{2}}{2f'^{2}}}\right)}  (en effectuant un développement limité du cosinus).
On a alors le rayon d'un anneau (caractérisé par son ordre d’interférence p)  {\displaystyle R_{p}=f'{\sqrt {2\left({\frac {2e}{\lambda }}-p\right){\frac {\lambda }{2e}}}}=f'{\sqrt {2\left(1-p{\frac {\lambda }{2e}}\right)}}}

### Configuration en coin d'air

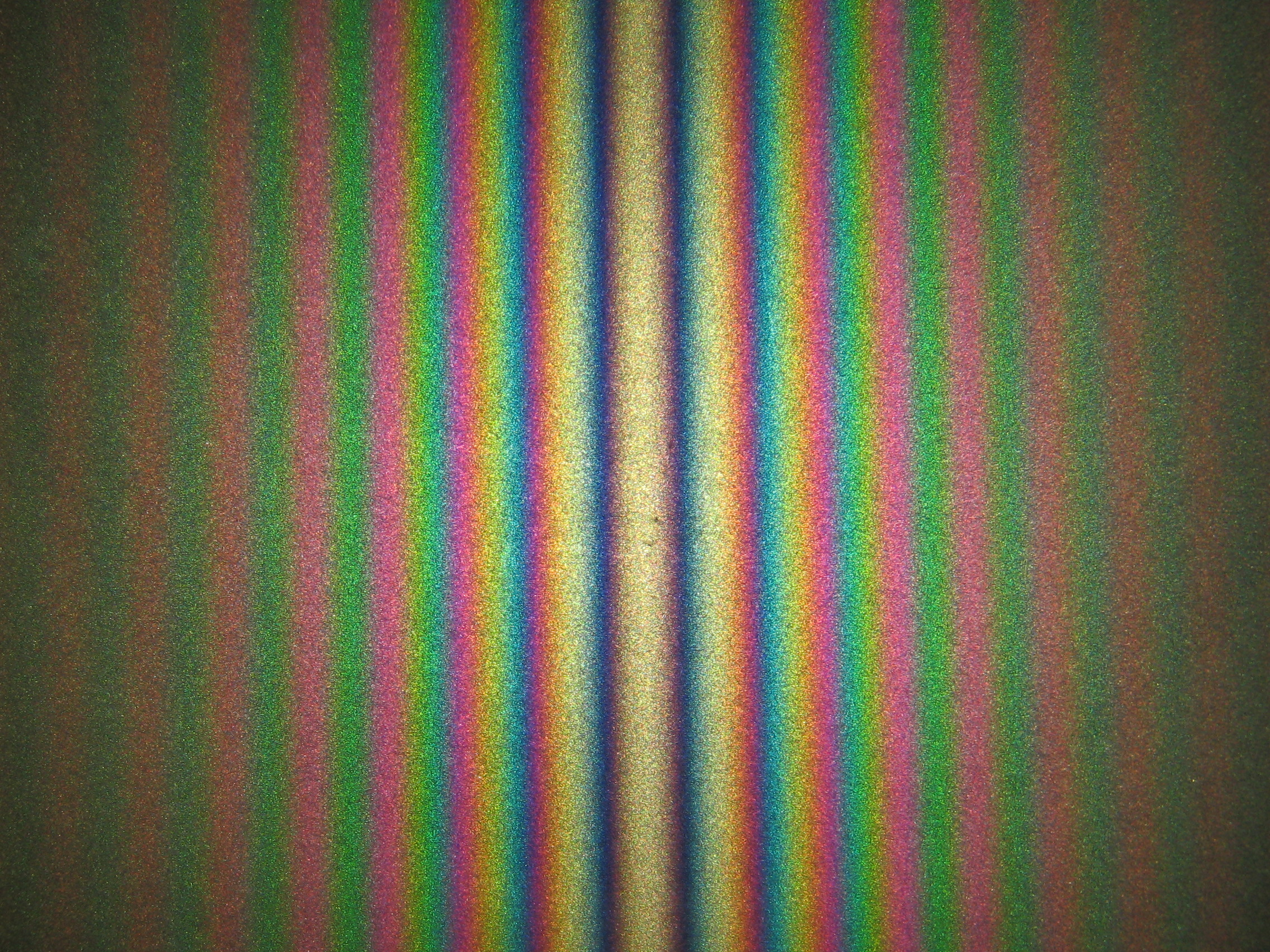
Figure d'interférence obtenue avec un interféromètre de Michelson en configuration coin d'air éclairé par une lampe blanche.

La configuration en coin d'air consiste à introduire un angle {\displaystyle \alpha } entre les deux miroirs, et donc obtenir un dispositif où {\displaystyle M_{1}} et {\displaystyle M_{2}} ne sont plus perpendiculaires.
La figure d'interférence, cette fois-ci, est composée de raies parallèles, séparées par une distance : l'interfrange, notée {\displaystyle i}, dont l'expression est : {\displaystyle i={\dfrac {\lambda }{2\alpha }}}
Sur la figure ci-contre, on observe le motif d'interférence en lumière blanche. On observe au milieu entre les deux raies noires l'interférence d'ordre 0 (où {\displaystyle \delta =0}), ensuite les teintes de Newton à droite et à gauche.

Schéma de l'interféromètre de Michelson en configuration coin d'air avec un rayon en incidence normale sur.

La détermination de la différence de marche {\displaystyle \delta } dans cette configuration, dans le cas d'une source ponctuelle (sur la figure ci-contre, le rayon est normal à {\displaystyle M_{1}}), se fait en déterminant l'écart local entre les deux miroirs à une certaine position {\displaystyle x}. L'axe graduant la position {\displaystyle x} a une origine arbitraire. La grandeur {\displaystyle e} est l'écart moyen entre les deux miroirs. On note que l'intersection des rayons émanant des deux voies de l'interféromètre se fait sur {\displaystyle M_{2}}, c'est donc ici que l'on pourra observer les franges d'interférence. Pour angle {\displaystyle \alpha \ll 1}, on aura : {\displaystyle \delta =2\alpha x}
Dans le cas d'une source étendues, des problèmes de cohérence spatiale peuvent être observés.

## Localisation des interférences
La localisation des  interférences visualisées avec le Michelson dépend non seulement de la taille de la source mais aussi de la configuration du Michelson.

### Michelson éclairé par une source ponctuelle
Si le Michelson est éclairé par une source (quasi-)ponctuelle, comme par un laser hélium-néon, les interférences sont visibles dans toute la zone de recouvrement des faisceaux : on dit que les interférences ne sont pas localisées. On peut les observer sans aucun système optique sous réserve de vérifier la condition de cohérence temporelle également (par exemple en utilisant un laser). Il est à noter que le Michelson est alors utilisé comme un dispositif à division du front d'onde, puisque les rayons qui interfèrent peuvent être issus de deux points différents de la séparatrice.

### Michelson éclairé par une source étendue en coin d'air
Si le Michelson, réglé en coin d'air, est éclairé par une source étendue, comme par une lampe spectrale ou bien une lampe blanche, les interférences ne sont pas brouillées mais elles sont localisées au voisinage du coin d'air. Le Michelson est alors utilisé en division d'amplitude. On peut les observer :
- soit en formant l'image du coin d'air (c’est-à-dire des miroirs) sur un écran grâce à une lentille convergente;
- soit en observant à l'œil nu le coin d'air (c’est-à-dire les miroirs) en accommodant.

### Michelson éclairé par une source étendue en lame d'air
Quand on utilise le Michelson réglé en lame d'air, éclairé par une source étendue, les interférences ne sont pas brouillées mais elles sont localisées à l'infini. Le Michelson est alors utilisé en division d'amplitude. On peut les observer :
- soit en plaçant un écran dans le plan focal image d'une lentille convergente;
- soit en observant à l'œil nu sans accommoder.

## Notions de cohérence
Les contributions de la cohérence temporelle et de la cohérence spatiales adviennent en même temps. En pratique on peut les étudier séparément, en utilisant une source monochromatique (comme un laser par exemple) dans le cas de la cohérence temporelle ou avec un source quasi-ponctuelle pour la cohérence spatiale.

### Cohérence spatiale
La cohérence spatiale d'une source est liée à sa taille. En effet, plus une source sera étendue plus les points de cette source vont contribuer à des systèmes de franges qui ne vont pas advenir au même endroit sur le plan d'interférence. Ainsi plus une source est étendue plus elle sera incohérente spatialement et vice-et-versa. Il est important de noter que cela n'est vrai qu'en configuration "coin d'air", en effet en configuration "lame d'air" la source va engendre des angles d'incidences différents ce qui va se traduire par un déplacement du système d'interférence. Alors qu'en lame d'air cela va engendrer des systèmes d'interférence à l'infini; or un déplacement longitudinal à l'infini n'a pas d'influence sur l'ordre des d'interférence.

### Cohérence temporelle

Graphe, montrant l'influence de la largueur spectrale d'une source sur la longueur de cohérence.

La cohérence temporelle d'une source est liée à son spectre. Plus le spectre {\displaystyle S(\lambda )} d'une source est étendue plus la source aura une cohérence faible et vice-et-versa. Cela se comprend par le fait que chaque longueur d'onde de la source va construire son propre système de frange, centré avec une phase nulle à l'ordre {\displaystyle p=0}. Ainsi lorsque l'ordre d'interférence augmente, la contribution de chaque longueur d'onde aux interférences vont et être décohérent d'autant plus vite que le spectre est large. Un laser sera beaucoup plus cohérent temporellement qu'une source halogène (assimilable à un corps noir) par exemple.
On peut donc voir l'interférogramme d'un interféromètre de Michelson en lumière polychromatique comme la superposition de plusieurs interférogrammes à des longueurs d'onde différentes.
- La figure animée ci-contre simule l'effet de l'élargissement de spectre {\displaystyle S(\lambda )} d'une source, ici gaussienne centrée à {\displaystyle \lambda =550{\text{ nm}}} avec un écart-type {\displaystyle \Delta \lambda }, sur l'interférogramme résultant.
- La figure en haut à droite, montre ainsi l'interférogramme à chacune des longueur d'onde de {\displaystyle S(\lambda )} en fonction de la différence de marche {\displaystyle \delta } entre les deux miroirs. Tous les interférogrammes sont centrés sur {\displaystyle \delta =0}. Si l'on considère une coupe verticale de cette figure, on constate la présence de cannelure dans le spectre aux différences de marche non nulles. Ces cannelures sont observables en pratique avec un spectromètre, à proximité de la teinte plate ({\displaystyle \delta =0}). On peut caractériser les longueurs d'onde éteintes à une différence de marche {\displaystyle \delta } donnée, avec {\displaystyle \lambda } tel que[4] : {\displaystyle \delta =\left(p+{\frac {1}{2}}\right)\lambda }
- La sous-figure inférieure illustre l'interférogramme résultant (celui observé en pratique) en sommant toutes les contributions des différentes longueur d'onde (en prenant en compte la synthèse additive des couleurs). Lorsque la source a un spectre assez large (en pratique une source à lumière blanche continue, comme un corps noir), on observe les teintes de Newton.

## Utilisations
L'interféromètre de Michelson a été utilisé pour la première fois dans l'Expérience de Michelson-Morley, qui a permis de montrer, d'une part que la vitesse de la lumière dans le vide ne dépend pas du référentiel d'observation, d'autre part que l'éther n'existe pas, ce qui a conduit à la théorie de la relativité restreinte et à la révolution de la physique au début du XXe siècle.
Comme déjà cité dans "configuration en lame d'air", on utilise fréquemment l'interféromètre de Michelson pour tester la planéité et la qualité des surfaces optiques (miroir, lentilles...). De plus, l'interféromètre de Fizeau repose sur une principe similaire à celui du Michelson, où le miroir de référence peut s'apparenter au miroir  {\displaystyle M_{2}} du Michelson.
Il est également utilisé pour la tomographie en cohérence optique, qui est une technique d'imagerie médicale très répandue pour des examens oculaires, et plus récemment pour la peau (avec la détection de mélanome et de carcinome).
Le principe de interféromètre de Michelson est utilisé pour la détection des ondes gravitationnelles. Les projets LIGO et VIRGO ont permis une telle détection.